# Fast & Furious 6 (videojuego)
Fast & Furious 6 es un videojuego de carreras basado en la película del mismo nombre desarrollado por Gameloft Beijing y publicado por Gameloft para J2ME. Fue lanzado el 28 de junio de 2013. Es el segundo y último juego de Fast & Furious de Gameloft después de Fast Five the Movie: Official Game.

## Jugabilidad
El juego se juega casi igual que su precursor y presenta carreras callejeras desde varios lugares del mundo. Las nuevas características incluyen el súper impulso prestado de Asphalt 6: Adrenaline y helicópteros que disparan cohetes contra el auto del jugador.
El modo principal del juego es la historia que sigue la misma estructura que la de Fast Five. Se compone de siete capítulos cada uno con cinco carreras que deben completarse para avanzar al siguiente capítulo. A medida que se avanza en autos nuevos, se desbloquean partes y personajes. La mayoría de los modos de carrera son los mismos que en el juego anterior e incluyen carreras normales, así como eventos que involucran derivar o eliminar a los pilotos opuestos. Los nuevos modos incluyen Collector, que implica tomar suficiente dinero y Wanted donde el jugador tiene que evitar ser arrestado por la policía.

## Recepción
Vaughn Highfield de Pocket Gamer escribió: "Gameloft ha creado aquí un juego de carreras Java sólido y divertido. Si bien hay profundidad, no es suficiente para hacer que la alegría dure tanto tiempo".